# Чемпіонат світу з футболу 2010 (кваліфікація, АФК, п'ятий раунд)
П'ятий раунд відбору до чемпіонату світу в зоні АФК — заключний раунд відбіркового турніру до участі у фінальній частині чемпіонату світу з футболу 2010 року серед національних збірних країн-членів Азійської конфедерації футболу (АФК). Метою раунду було визначення команди, що матиме можливість поборотися в матчах плей-оф між зонами за путівку до фінальної частини світової першості з переможцем відбіркового турніру серед країн Океанії, яким стала збірна Нової Зеландії.
Участь у раунді мали право брати команди, що зайняли у свої групах треті місця в рамках Четвертого раунду азійського відбіркового турніру. Цими командами стали збірні Бахрейну та Саудівської Аравії. Формат раунду передбачав проведення двох матчів, по одному на полі кожного із суперників. Жеребкування послідовності проведення матчів пройшло 2 червня 2009 року у Нассау, Багамські Острови.
Матчі раунду пройшли відповідно 5 та 9 вересня 2009 року.

## Матчі раунду
| 5 вересня 2009 22:00 UTC+3 |

| Бахрейн | 0 – 0 | Саудівська Аравія |
| ------- | ----- | ----------------- |
|         | Звіт  |                   |

| Національний стадіон Бахрейну, Ріффа Глядачів: 16,000 Арбітр: Юїті Нісімура (Японія) |

| 9 вересня 2009 22:15 UTC+3 |

| Саудівська Аравія                   | 2 – 2 | Бахрейн                          |
| ----------------------------------- | ----- | -------------------------------- |
| Аль-Шамрані 13' Аль-Монташарі 90+1' | Звіт  | Джейсі Джон 42' Абдуллатіф 90+3' |

| Міжнародний стадіон короля Фахда, Ер-Ріяд Глядачів: 50,000 Арбітр: Равшан Ірматов (Узбекистан) |

## Результати
За підсумками раунду збірна Бахрейну пройшла до інтерзонального плей-оф завдяки голам, забитим на полі суперника. Вирішальним для визначення переможця став гол, забитий гравцем збірної Бахрейну на третій доданій арбітром матчу хвилині гри в Ер-Ріяді.
Вихід до цієї стадії відбору став для представників Бахрейну другим поспіль. Однак, як й при відборі до чемпіонату світу 2006 року, подолати останній бар'єр на шляху до фінальної частини світової першості представникам Азії не вдалося. Попереднього разу вони не змогли здолати представника зони КОНКАКАФ збірну Тринідаду і Тобаго, цього разу на заваді став чемпіон Океанії збірна Нової Зеландії.